# Atlacomulco
Atlacomulco (du nahuatl) est l'une de 125 municipalités de l'État de Mexico au Mexique.
Atlacomulco confine au nord-ouest et à l'ouest à l'État de México, au sud-ouest à San Felipe del Progreso, au c'à Acambay et à l'ouest à Timilpan.
Son chef-lieu est Atlacomulco de Fabela qui compte 50,000 habitants, à l'intérieur de la municipalité le lieu habité de Toxi, ils appartiennent aussi à la municipalité, le ranchería de Isla de las Aves et le ex-ferme de Toxi).